# Marian Jastrzębski
Marian Jastrzębski (ur. 6 września 1897 w Krakowie, zm. 29 grudnia 1985 tamże) – polski aktor teatralny i filmowy oraz śpiewak.

## Życiorys
W latach 1919–1921 występował w Teatrze Polowym Wojska Polskiego, 1921–23 w Teatrze Nowości w Krakowie. Przed II wojną światową występował między innymi w teatrach w Sosnowcu, Katowicach i Krakowie. Po zakończeniu wojny występował na scenie Teatru Śląskiego w Katowicach (1945–1949), następnie przeniósł się na stałe do Krakowa. Grał w Teatrach Dramatycznych (1949–1954), Starym Teatrze (1954–1956, 1961–1970) oraz w Teatrze im. Juliusza Słowackiego (1956–1961). W roku 1970 przeszedł na emeryturę.
Pochowany na Cmentarzu Rakowickim (kwatera PAS 100---23).

## Odznaczenia
- Medal 10-lecia Polski Ludowej (28 stycznia 1955)[2].

## Filmografia
| Rok  | Film                             | Reżyser               | Rola                      |
| ---- | -------------------------------- | --------------------- | ------------------------- |
| 1955 | Podhale w ogniu                  | Jan Batory            | karczmarz                 |
| 1957 | Pętla                            | Wojciech Jerzy Has    | krawiec                   |
| 1957 | Zagubione uczucia                | Jerzy Zarzycki        | epizod                    |
| 1960 | Rozstanie                        | Wojciech Jerzy Has    | znajomy dziadka Magdaleny |
| 1962 | Drugi brzeg                      | Zbigniew Kuźmiński    | ojciec Stefana            |
| 1962 | Dziewczyna z dobrego domu        | Antoni Bohdziewicz    | epizod                    |
| 1962 | Jadą goście, jadą...             | Andrzej Trzos         | Białas                    |
| 1963 | Zacne grzechy                    | Mieczysław Waśkowski  | zakonnik                  |
| 1967 | Komedie pomyłek                  | Stanisław Różewicz    | mąż Lizy                  |
| 1969 | Czerwone i złote                 | Stanisław Lenartowicz | Lewandowski               |
| 1973 | Janosik, odc. 7 "Beczka okowity" | Jerzy Passendorfer    | epizod                    |
| 1976 | Noc w wielkim mieście            | Karol Dąbrowski       |                           |